# クランキーコンテスト
クランキーコンテストは、1997年7月にユニバーサル（現ユニバーサルエンターテインメント）が開発・販売したパチスロ機。確率違いのクランキーコンテスト2についても本項で説明する。

## 概要
「設定1でも技術介入で機械割が100%を超える」ことで評判だった『クランキーコンドル』（以下コンドル）の正統後継機であり、故に発売当初から注目度は高かった。
ところが、JACゲーム中の払い出しが14枚（純増13枚）になった（コンドルでは15枚（純増14枚））こと、リプレイはずし（下段・中段受け）がビタ押しになり難易度が上昇した（コンドルでは中段のみで2コマ余裕あり）こと、更にはコンドルで絶大な支持を受けたリーチ目「上段青7テンパイ」を狙うと配列上ベルが獲得できなくなることなどにより、当初は酷評も多かった。
難易度の上昇に適応できた一部の客しか勝てないため、店側も設定を上げざるを得なくなり、常時全台設定6という店も少なくなかった。次第にスロプロを中心に支持を得るようになり、完全なプロ仕様のマシンとなった。
本機種におけるプレイ難易度の高さなどについては、筐体のパネルに描かれているコンドルの絵が、左手（羽?）の中指を立てており（ケンカを売るポーズ）、あたかも打ち手に対して挑戦を挑むかのようなデザインであることからも、「メーカー側から打ち手に対する明確な挑戦だ」といわれることが多い。
また、同パネルには「to be continued・・・」と記載されている。これは、単純にコンドル、本機種につぐ第3のクランキーシリーズをいずれリリースするというメーカーの意思のあらわれと考えられるが、その後の明確なクランキーシリーズ続編は4号機ではリリースされていない。「アレックスのことを示唆していたのでは」「グランシエルのことでは」などと後付けの理由は多くだされているが、それらで使用されている絵柄は明らかにコンドルシリーズのものではなく、鳥類がモチーフという共通点があるだけであり、はっきりとした答えは不明のままである。

### 攻略法
通常時
前述の概要項に記載の通り、『上段青7テンパイを狙うと配列上ベルが獲得できなくなること』が原因で、前作クランキーコンドルとは異なり、左リール上段に青7を狙う小役回収打法は難しくなった。その一方で、左リール上段にコンドルを狙う小役回収打法が効果的であった。多くの打ち手は、左リール枠上～上段にコンドルを狙い、右リールは適当に停め、その停止形に応じて中リールを狙い分けるという打法を行っていた。左リール上段コンドル停止から右リールを停止した時点での2リール確定のリーチ目は、以下の6通りである。
- 右リール中段スイカ＆枠下青7（ビッグボーナス確定）
- 右リール中段スイカ＆枠上赤7
- 右リール中段スイカ
- 右リール中段スイカ＆枠上コンドル（レギュラーボーナス確定）
- 右リール下段赤7
- 右リール下段コンドル

ビッグボーナス中
小役ゲームでリプレイはずしのために変則押し（通常右押し）を行っても、第1、第2リールの停止で成立小役がテンパイすると、第3停止リールはテーブル制御の停止ポイントを越えて引き込む制御が働く。この制御を活かして、右上段に赤7停止時のみ逆ハサミにすることで、右押しよりも小役の獲得を容易にするという手法も編み出された。
右リール中段リプレイ停止時、高確率でジャックインフラグが成立しているが、この場合、次に停止させるリールを左リールにすることで、リプレイ外しの難易度を下げることが出来た。
　左リールの枠上に、(上にチェリーが配置されている方の)コンドルを停止させれば、100％リプレイ外しが可能だが、仮に目押しを失敗し、左リールの上段にコンドルを停止させた場合、リールの配列上は４コマ滑り、リプレイが揃うことになるが、確率4/5でアシストが発生し、ビタ停止してリプレイ外しが成立する。

## ボーナス確率・機械割
| 設定 | BIG   | REG   | 機械割 |
| ---- | ----- | ----- | ------ |
| 1    | 1/273 | 1/607 | 90%    |
| 2    | 1/264 | 1/529 | 92%    |
| 3    | 1/258 | 1/482 | 94%    |
| 4    | 1/248 | 1/443 | 96%    |
| 5    | 1/245 | 1/410 | 97%    |
| 6    | 1/241 | 1/381 | 99%    |

※メーカー発表の数値

## クランキーコンテスト2
クランキーコンテストの確率違いバージョンとして販売された。
主な変更点として、JACゲーム中の払い出しが15枚に変更、ボーナスゲーム中の特殊役（15枚）の確率ダウン、ボーナス確率の上昇などがある。パネルデザインは変更がないため、機種名の書かれた証紙シールかJACの払い出し枚数表示を見ないと見分けができなかった。
クランキーコンテストから時間が経過した後の発売だったためか、設置は伸びなかった。

### ボーナス確率・機械割
| 設定 | BIG     | REG     | 機械割 |
| ---- | ------- | ------- | ------ |
| 1    | 1/273.1 | 1/528.5 | 93.7%  |
| 2    | 1/260.1 | 1/528.5 | 95.5%  |
| 3    | 1/248.2 | 1/528.5 | 97.4%  |
| 4    | 1/240.9 | 1/481.9 | 99.2%  |
| 5    | 1/240.9 | 1/399.6 | 101.1% |
| 6    | 1/240.9 | 1/364.1 | 102.2% |

※メーカー発表の数値